# Campo Alegre do Fidalgo
Campo Alegre do Fidalgo is een gemeente in de Braziliaanse deelstaat Piauí. De gemeente telt 4.647 inwoners (schatting 2009).